# Clément Fabre
Clément Fabre (* 19. Mai 1989 in Rodez) ist ein französischer ehemaliger Fußballspieler.

## Karriere
Fabre, der neben seiner angestammten Rolle als Innenverteidiger auch im defensiven Mittelfeld aufgeboten wird, wurde als Jugendlicher beim ostfranzösischen Verein Grenoble Foot ausgebildet, bevor er 2008 zum FC Tours kam. Bei diesem debütierte er in der zweiten französischen Liga, als er am 29. Mai 2009 bei einer 0:2-Niederlage gegen den CS Sedan in der 86. Minute eingewechselt wurde. Der zum Zeitpunkt seines ersten Einsatzes gerade 20 Jahre alte Spieler wurde fortan zu einem festen Bestandteil der Profimannschaft. Dennoch blieb es zunächst bei sporadischen Einsätzen, ehe er ab 2011 regelmäßiger aufgeboten wurde, auch wenn er keinen festen Stammplatz erhielt. Daraufhin wurde im Jahr 2012 sein Vertrag langfristig bis 2015 verlängert. Mit der Mannschaft erreichte er in der Regel Platzierungen im gesicherten Mittelfeld der Tabelle. Im Frühjahr 2013 fiel er verletzungsbedingt für einen längeren Zeitraum aus und war noch verletzt, als die Mannschaft im nachfolgenden Sommer mit Olivier Pantaloni einen neuen Trainer bekam. Er fand unter diesem zwar den Weg zurück ins Team, stand jedoch nur noch selten auf dem Platz.
Angesichts der wenigen Spielpraxis, die er bei Tours noch erhielt, wurde er im Januar 2014 an den abstiegsbedrohten Zweitligarivalen CA Bastia von der Insel Korsika verliehen. Bei den Korsen war er ein fester Bestandteil der ersten Elf, konnte den Abstieg am Ende der Spielzeit nicht vermeiden. Dennoch wollte er sein Engagement in Bastia fortsetzen und Tours ließ ihn im Sommer 2014 ablösefrei gehen. Mit dem CA musste Fabre 2015 den weiteren Sturz in die vierte Liga hinnehmen und nahm wenig später ein Vertragsangebot des belgischen Zweitligisten AFC Tubize an. Zwei Jahre später folgte der Wechsel zu Oud-Heverlee Löwen, wo er wegen diversen Verletzungen nicht oft zum Einsatz kam. Im Januar 2019 ging Fabre dann weiter zum Drittligisten RWD Molenbeek. Zur Saison 2020/21 stieg er mit dem Verein in die Division 1B auf.